# Jim Parkinson

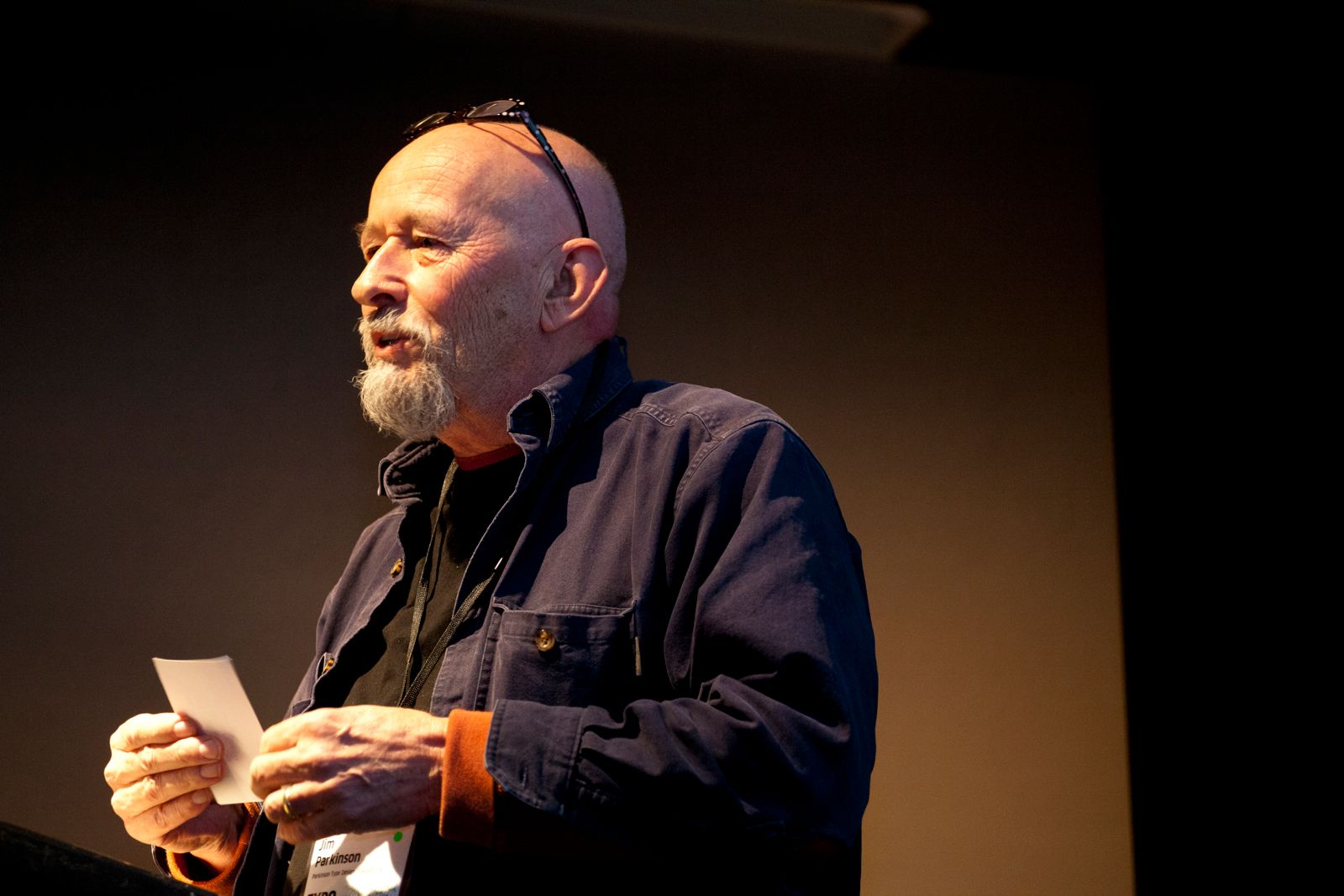
Jim Parkinson (2012)

Logo der Musikzeitschrift Rolling Stone

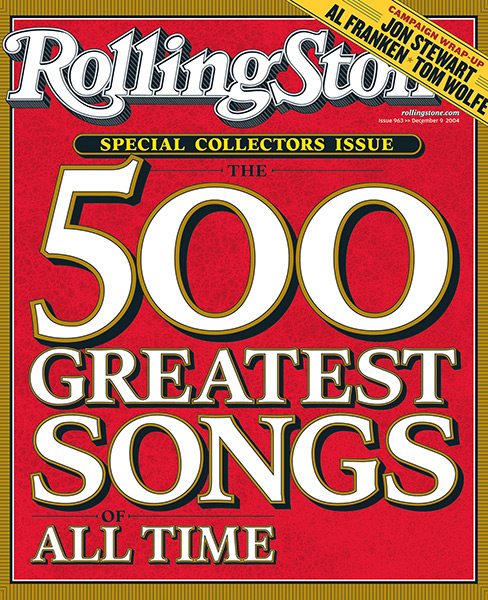
Rolling-Stone-Titel 2004

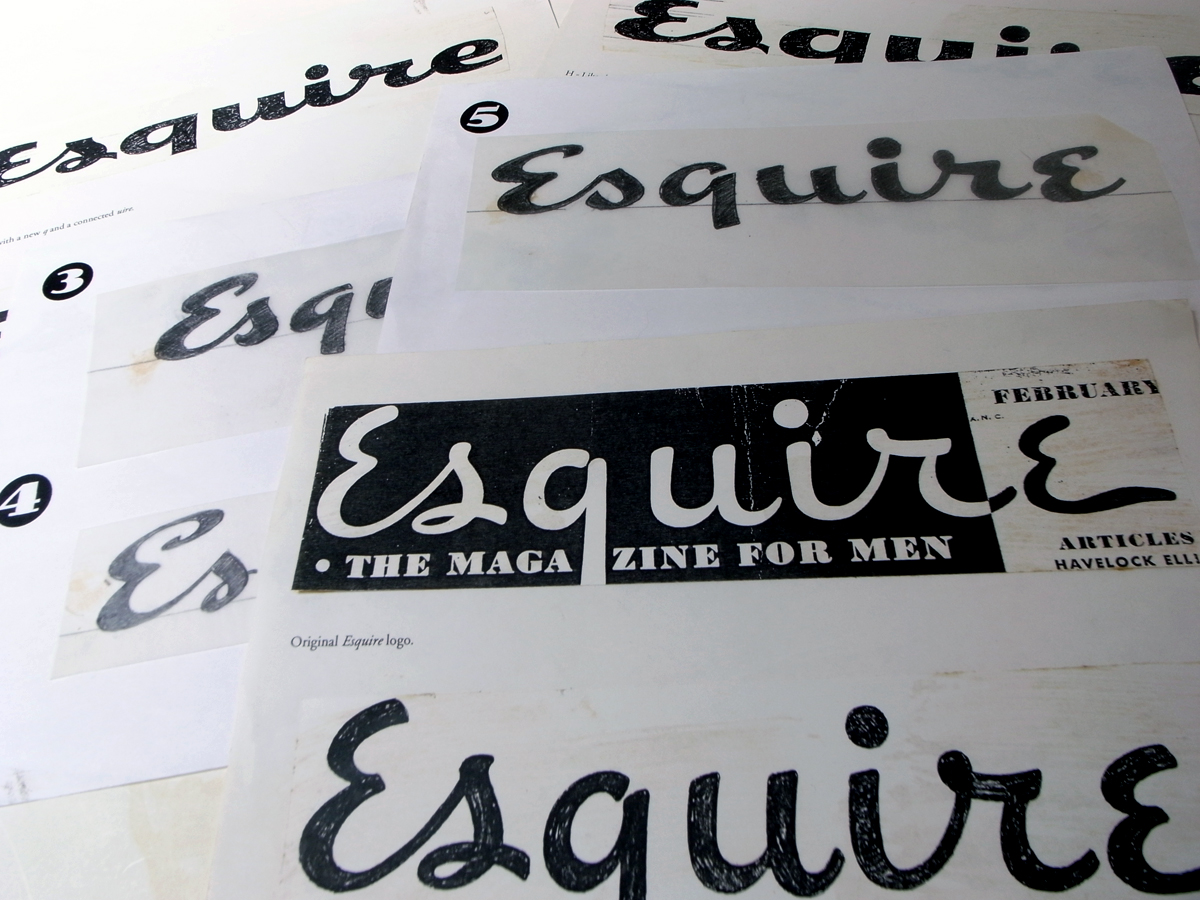
Logo-Entwürfe für das Magazin Esquire

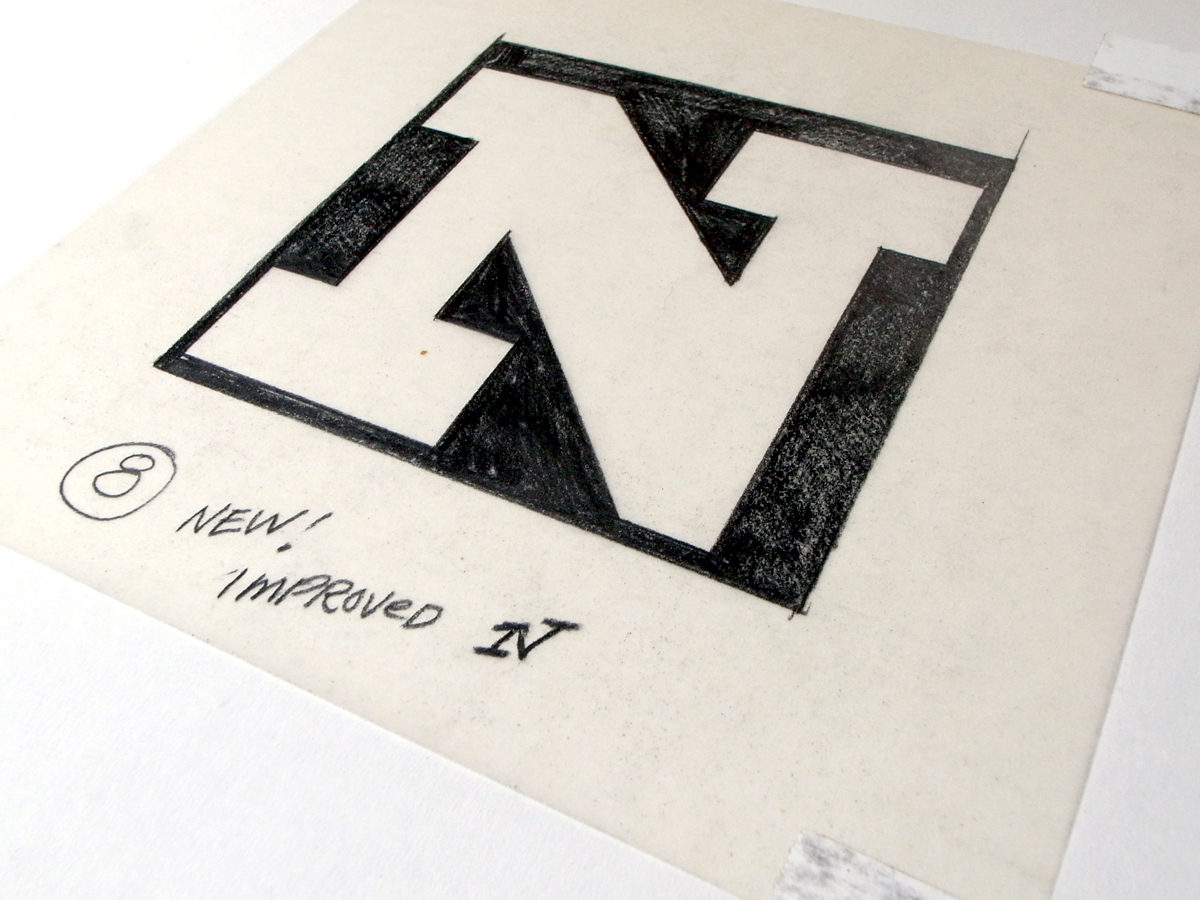
Logo-Entwurf für Newsweek (2010)

Jim Parkinson (* 23. Oktober 1941 in Richmond, Kalifornien; † 27. Juni 2025) war ein US-amerikanischer Schriftgestalter und Logo-Designer. Der lange in Oakland wohnende Typograf hatte zahlreiche Schriften entworfen – darunter Sutro, Balboa sowie die überarbeitete Version der Electra von Linotype. Bekannt wurde er vor allem für die Neugestaltung von Zeitschriften-Titeln, darunter das Musikmagazin Rolling Stone.

## Leben
Jim Parkinson kam in Richmond zur Welt – einer unmittelbar an Oakland angrenzenden, zur San Francisco Bay Area zählenden Stadt. Sein Interesse für Schriftmalerei wurde eigenen Angaben zufolge von einem Lettering-Künstler geweckt, der in der Nachbarschaft lebte. Parkinson studierte Werbedesign und Malerei am California College of Arts and Crafts in Oakland. 1963 machte er dort seinen Abschluss. Das dortige Studienangebot charakterisierte Parkinson rückblickend als nicht sehr hilfreich. Schriftdesign etwa sei kaum im Angebot enthalten gewesen; für Werbedesign habe es gerade mal ein halbes Dutzend Kurse gegeben und für Schriftsatz lediglich einen einzigen. Darüber hinaus seien die Berufsaussichten für Grafikdesigner in den 1960ern eher schlecht gewesen – so dass ihm nichts anderes übrig geblieben sei, als sich seine späteren Fertigkeiten selbst anzueignen.
Parkinsons erster Job nach dem Studium war eine Stelle als Schildermaler und Grußkartengestalter bei Hallmark Cards in Kansas City, Missouri. Nach eher unergiebigen Versuchen im Bereich Grußkarten-Illustration wechselte er dort in die Abteilung für die Gestaltung von Schriftzügen. Ab 1964 arbeitete er unter der Leitung von Myron McVay und mit Beratung durch Hermann Zapf als Schriftzugkünstler. Der in typografischen Angelegenheiten versierte McVay gewann Parkinson für die Mitarbeit an Grußkarten-Schriften für Filmotype-Maschinen – ein fotomechanisches Verfahren, dass parallel zum aufkommenden Fotosatz entwickelt wurde und die Reproduktion von Werbeschriften sowie große Schriftgrößen ermöglichte.
Ende der 1960er-Jahre zog Parkinson zurück nach Oakland. Dort arbeitete er freiberuflich als Schriftgestalter für Rockbands – unter anderem Creedence Clearwater Revival, Taj Mahal, die Doobie Brothers und Kansas. Daneben betätigte er sich als Auftrags-Letterer in unterschiedlichen Einzelhandels-Branchen. Parkinson fertigte Buchcover, Entwürfe für Werbeanzeigen und Verpackungen sowie ähnliche Gebrauchsgrafik. Die Bezahlung zu jener Zeit habe, so Parkinson, im stark überschaubaren Bereich gelegen; die großen Aufträge aus der Verlagsbranche und der Werbeindustrie seien erst in den 1980ern gekommen.
Mitte der 1970er Jahre lernte Parkinson Roger Black kennen. Black, in den 1900ern Mitbegründer der Bostoner Type Foundry Font Bureau, war seit kurzem Art Director des in San Francisco ansässigen Musikmagazins Rolling Stone. Black, der den Grafik-Auftritt der Zeitschrift 1977 einem grundlegenden Relaunch unterzog, beauftragte Parkinson mit dem Entwurf einer Reihe von Schriftarten sowie der Neugestaltung des Rolling-Stone-Coverschriftzugs. Schrifthistorische Basis des neuen Logos waren die Schriften des Frühdruck-Schriftentwerfers Nicolas Jenson. Die frühen Jenson-Schriften dienten Parkinson auch als Vorlage für seinen später entwickelten Schriftfont Parkinson.
Parkinsons Einstieg in den Computersatz erfolgte 1986 im Zug seiner Arbeit als Teilzeit-Grafiker für den San Francisco Chronicle. Ein Motivationsfaktor, anfängliche Technologie-Berührungsängste über Bord zu werfen, sei die Arbeit mit der Fonterstellungs-Software Fontographer gewesen. Zug um Zug habe er daraufhin festgestellt, dass das Erstellen digitaler Fonts einfacher vonstatten gehe als entsprechende analoge Verfahrensweisen.<cc> Erste Digitalfont-Arbeiten – die drei Display-Schriften Showcard Gothic, Poster Black und El Grande – wurden von Roger Blacks Label Font Bureau veröffentlicht. Für die Adobe-Schriftabteilung fertigte Parkinson unter anderem die Jimbo – einen Display-Font, der Zug um Zug zu einer größeren Schriftfamilie ausgebaut wurde.
Ab den 1990ern sind von Jim Parkinson mehrere Dutzend unterschiedlicher Schriften erschienen – erstellt für und verlegt von unterschiedlichen Schriftenherstellern, darunter unter anderem Monotype und FontShop. Für Linotype überarbeitete er 2010 die aus den 1930ern stammende Satzschrift Electra. Zwischenzeitlich distributiert Parkinson das Gros seiner neueren Schriften über sein eigenes Label, Parkinson Type Foundry. Ein weiteres Betätigungsfeld sind Auftragsarbeiten für Logos, Schriftdesigns und Ähnliches. Das Gros seiner Kunden kommt aus dem Bereich Printmedien. Darunter: bekannte Magazine und Zeitungen wie zum Beispiel Esquire, Billboard, Newsweek sowie der San Francisco Examiner.
Im Juni 2025 starb Jim Parkinson im Alter von 83 Jahren.

## Arbeiten

### Schriften
Laut Parkinson selbst sind seine stilistische Präferenzen stark von Typografie und Druckverfahren des 19. Jahrhunderts geprägt. Neben Nicolas Jenson zählen zu seinen Vorbildern die Arbeiten von William Addison Dwiggins. Bekannte Schriften von Jim Parkinson sind unter anderen: ITC Bodoni (1993), Parkinson (1994), Jimbo (1995), Diablo, Motel und Mojo (1996), ITC Roswell (1999) sowie die 2001 begonnene Display-Serifenlose Balboa. Parkinson hat mehrere Layer-Fonts geschaffen, mit deren Hilfe zwei- oder mehrfarbige Schriftzüge gestaltet werden können. Neben der Sutro (2014) offeriert diese Option auch eine Nebenreihe der Balboa. Weitere Parkinson-Schriften sind unter anderem die drei Neo-Texturas Cabazon, Avebury und Amador.
Wie bei anderen Typedesignern auch kommen Parkinsons Schriften in unterschiedlichen Kontexten zum Einsatz. Die Schriften-Archivwebseite Fonts in Use führt für die – zusammen mit Holly Goldsmith, Janice Fishman und Sumner Stone gestaltete – ITC Bodoni die meisten Gestaltungs-Praxisbeispiele auf. Die dort am zweitbesten dokumentierte Parkinson-Schrift ist die Balboa. Ein beliebtes Einsatz-Genre sind Produkte aus dem Bereich Populärkultur wie zum Beispiel CD-Booklets, Plakate und ähnliches, ein anderes klassische Print-Medien. Als Einsatzbeispiele für Schriften von Jim Parkinson werden dort unter anderem aufgeführt: die Gestaltung des Buchtitels Rise of the Right (Balboa), das Grafikdesign-Magazin per.spec.tive (ITC Bodoni 72), die CD-Kompilation Honky Tonk: Porträts of Country Music, 1972–1981 (Parkinson) und das Musical-Plakat Harlem Song (El Grande).

### Logo-Entwürfe und typografische Auftragsarbeiten
Parkinson hat zahlreiche Zeitungs- und Magazinnamensschilder entworfen oder optimiert – wobei er subtile Anpassungen an Buchstabenformen und -abständen vorgenommen hat, um ihr Aussehen und ihre Lesbarkeit zu verbessern. Überarbeitet oder neu gestaltet hat er unter anderem die Schriftzüge der Tageszeitungen Washington Post, Wall Street Journal, Houston Chronicle, New Zealand Herald und Los Angeles Times. der alternativen Wochenzeitungen Santa Cruz Weekly, North Bay Bohemian und Pacific Sun sowie der Magazine Rolling Stone, Esquire, Fast Company und Newsweek. Eine der wenigen Auftragsarbeiten außerhalb des Bereichs Print-Medien war das Logo des Zirkus Ringling Bros. and Barnum & Bailey.